# Ermida de Nossa Senhora de Lurdes
Nota: Ver a desambiguação Ermida de Nossa Senhora de Lourdes

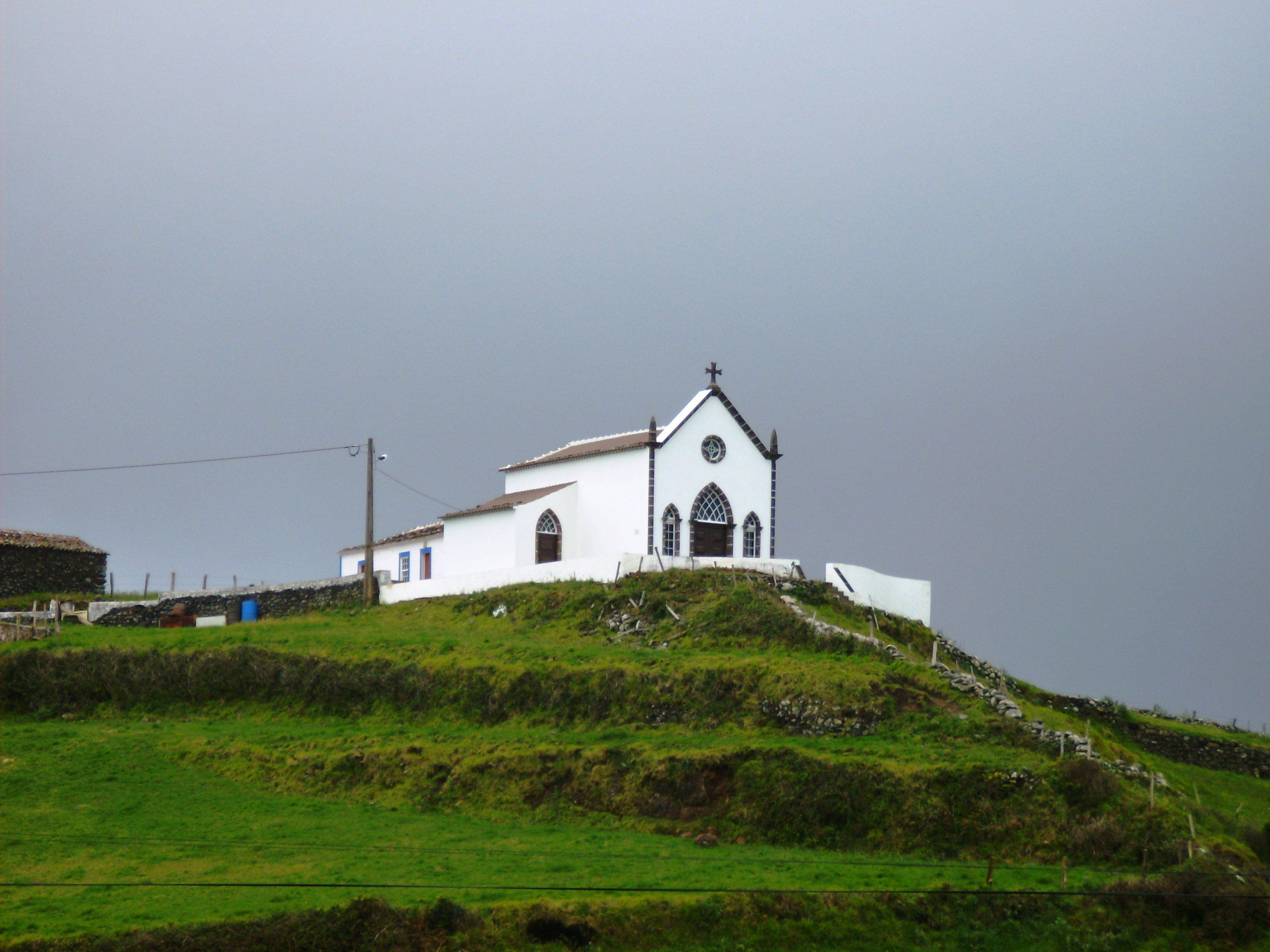
Ermida de Nossa Senhora de Lurdes.

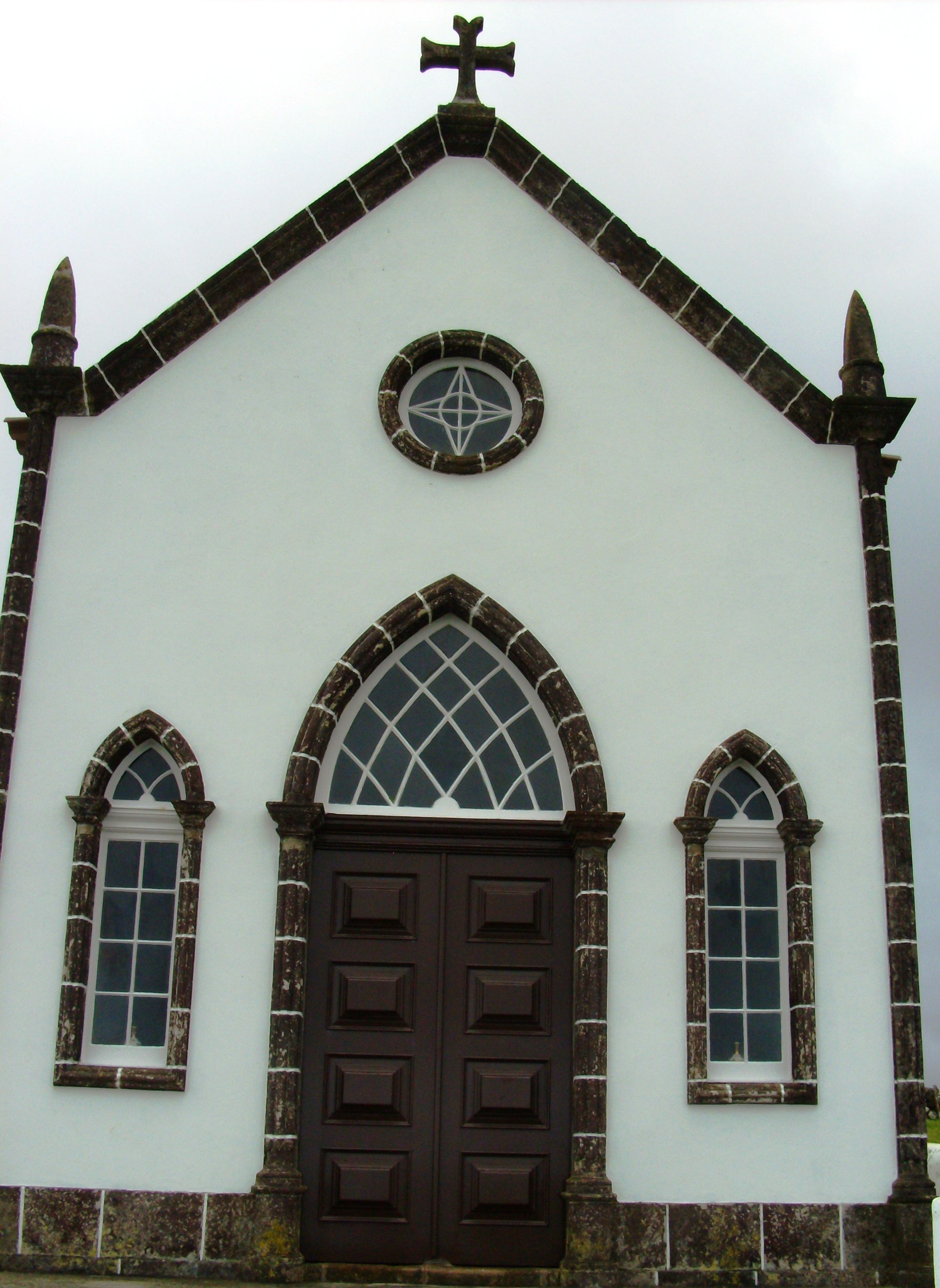
Ermida de Nossa Senhora de Lurdes.

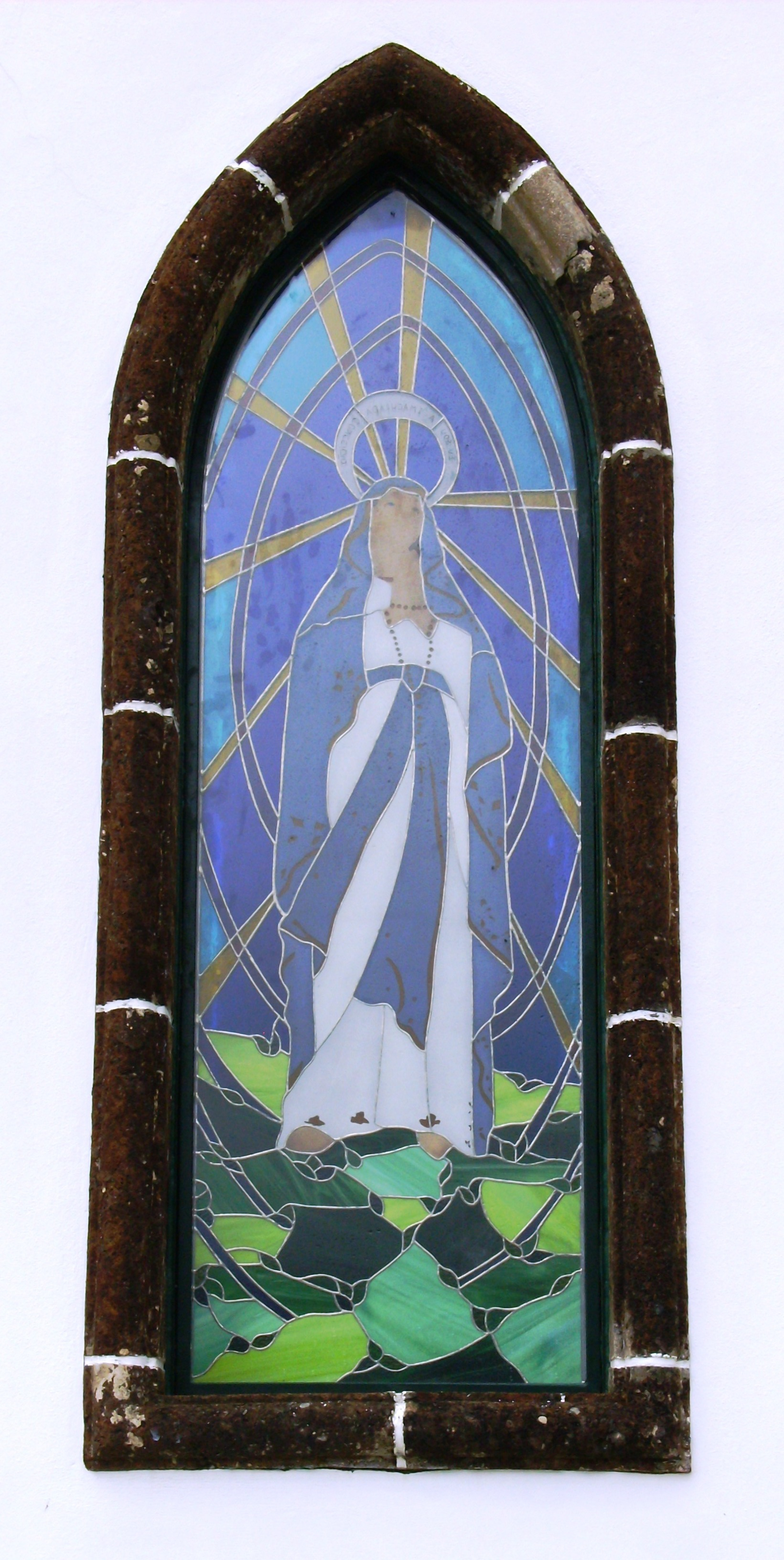
Ermida de Nossa Senhora de Lurdes: vitral na fachada lateral direita.

A Ermida de Nossa Senhora de Lurdes localiza-se na freguesia de Santa Bárbara, concelho da Vila do Porto, na ilha de Santa Maria, nos Açores.

## História
Trata-se do primeiro templo erguido nos Açores em honra de Nossa Senhora, após as aparições em Lurdes, na França, em 1858.
A festa da padroeira tem lugar, anualmente, em 13 de fevereiro.

## Características
Em alvenaria de pedra rebocada e caiada, apresenta planta retangular, com o corpo da sacristia adossado à lateral esquerda. Destaca-se por ser a única ermida no arquipélago com a portada voltada para o Norte.
A fachada é rasgada pela portada, ladeada por duas janelas e encimada por um óculo circular. Os três vãos inferiores são rematados em arco quebrado sobre impostas.
A fachada lateral direita é rasgada por uma janela com vitral.
A sacristia tem uma porta rematada em arco quebrado.
A cobertura é de duas águas, em telha de meia-cana tradicional, rematada por beiral duplo.